# Ted van Lieshout
Theodorus Adrianus (Ted) van Lieshout (Eindhoven, 21 december 1955) is een Nederlandse schrijver, dichter, scenarist, illustrator, grafisch ontwerper en beeldend kunstenaar.

## Biografie
Ted van Lieshout werd geboren op 21 december 1955 in Eindhoven in een gezin van twaalf kinderen. Hij was het tiende kind van zijn vader en het tweede van zijn moeder: zijn vader was weduwnaar met acht kinderen toen hij hertrouwde en nog eens vier kinderen kreeg. Ted van Lieshout verloor zijn vader een maand voor zijn achtste verjaardag. Hij schreef het boek Begin een torentje van niks over het opgroeien zonder vader. Voor deze bundel kreeg hij de Gouden Griffel in 1995. 
Als jongetje kreeg hij een relatie met een volwassen man. Hierover schreef hij het boek Zeer kleine liefde (1999), dat werd bekroond met de Nienke van Hichtumprijs, en de roman Mijn meneer. Over de totstandkoming van deze roman uit 2012 werd een documentaire gemaakt: 'Ik zal uw naam niet noemen', uitgezonden in de documentairereeks Het uur van de wolf. In 2017 verscheen de roman Schuldig kind, een vervolg op Mijn meneer.
Sinds 2012 maakt hij samen met Philip Hopman de prentenboekenserie 'Boer Boris'. In 2025 verschijnt het twintigste deel.
Voor zijn inspanningen op het gebied van Nederlandse en internationale kinder- en jeugdliteratuur is op 8 februari 2025 Ted van Lieshout benoemd tot Ridder in de Orde van de Nederlandse Leeuw.

### Carrière
Op zijn negentiende ging Van Lieshout aan de kunstacademie te Amsterdam studeren. In datzelfde jaar werden er zes van zijn gedichten gepubliceerd in een debutantenbundel. Vijf jaar later ging hij aan de slag als gediplomeerd illustrator en grafisch ontwerper.
Zijn werkzaamheden bestonden voornamelijk uit het ontwerpen van boekomslagen voor uitgeverijen en het maken van tekeningen voor kranten en tijdschriften. In 1984 verschenen zijn eerste gedichten en verhalen in De Blauw Geruite Kiel, de kinderkrant van Vrij Nederland. Twee jaar later (1986) kwam hij met zijn eerste boeken op de proppen: de jeugdroman Raafs Reizend Theater (Van Goor) en de eerste dichtbundel Van verdriet kun je grappige hoedjes vouwen (bij Leopold). Inmiddels heeft hij meer dan vijftig boeken geschreven, die meerdere malen bekroond werden.
Sinds 1984 schrijft Van Lieshout scènes en liedjes voor verschillende televisieprogramma’s zoals Sesamstraat en (van 1988 tot 2008) Het Klokhuis. Voor de NCRV schreef hij het hoorspel Kabouters bestaan niet, tenzij ze bestaan. Hij had een belangrijk schrijversaandeel in de NPS-serie "De Mankementenshow" en schreef mee aan de series "Vrienden voor het leven" en "De André van Duinshow". Voorts schreef hij de korte televisiefilms Ben stout... en Toyboy. Daarnaast schreef en bewerkte hij liedjes voor Jenny Arean, Karin Bloemen en Lenette van Dongen.
In 2004 en 2005 was Ted van Lieshout de vijfde Leonardohoogleraar aan de Universiteit van Tilburg. Deze leerstoel, voor dubbeltalenten, werd eerder bekleed door Hugo Brandt Corstius, Rutger Kopland, Jan Terlouw en Leo Vroman. In 2006 was hij gastcurator bij het Rotterdamse kindermuseum Villa Zebra, waarvoor hij de tentoonstelling "Bang Bootje" ontwierp.
In 2009 werd de driejaarlijkse Theo Thijssen-prijs (60.000 euro) aan hem toegekend voor zijn hele oeuvre.
De afgelopen jaren werkte hij mee aan drie voorstellingen van Muziektheatergezelschap MaxTak. Twee van de liedjes uit de voorstelling "Ik en de koningin" werden genomineerd voor de Willem Wilminkprijs voor het beste kinderlied. 'Onberispelijk' won de prijs.
In 2012 kreeg hij een Zilveren Griffel en de Woutertje Pieterseprijs voor zijn innoverende dichtbundel Driedelig paard. In dat jaar verscheen ook het eerste deel van de prentenboekenserie die hij maakt met illustrator Philip Hopman over een kleuter die een boerderij runt, Boer Boris. Het tweede deel, Boer Boris gaat naar zee, werd het Prentenboek van het Jaar in 2015; het derde deel, Boer Boris in de sneeuw, werd in 2014 onderscheiden met een Vlag en Wimpel. In 2022 verschenen het zestiende en zeventiende deel.
In 2014 en 2016 behoorde Ted van Lieshout tot de eindgenomineerden voor de Hans Christian Andersen Award, een prestigieuze internationale prijs voor kinder- en jeugdliteratuur.
In 2019 kreeg hij voor Ze gaan er met je neus vandoor de Boekensleutel, een prijs van de Griffel- en Penseeljury gezamenlijk voor een uitzonderlijk boek. De prijs, die voor het eerst in 1979 werd uitgereikt, is in totaal slechts negen keer toegekend.
In 2020 verscheen bij uitgever Querido Bloot, een roman in de vorm van een uitwisseling van e-mails (dus een moderne briefwisselingsroman) tussen Van Lieshout en een fictieve medewerker van het Stadsarchief Amsterdam, over bloot in de beeldende kunst door de eeuwen heen. Hierbij zou het personage Van Lieshout overeen kunnen komen met de echte persoon, waardoor de teksten van dit personage deels het karakter hebben van een essay.
In 2022 verscheen bij dezelfde uitgever de roman Beitelaar, waarover de Volkskrant schreef: 'Misschien wel het enige leuke boek over kindermisbruik dat er is.'
Samen met illustrator Philip Hopman richtte hij in 2021 het Boer Borisfonds  op, dat vijf jaar lang aanmoedigingspremies toekent aan beginnende/jonge kinderboekenmakers. De eerste twee, à 5000 euro, werden in 2022 uitgereikt.
In 2022 maakte Ted van Lieshout de podcastdocumentaire '66'.

### Karakteristieken
Een typisch kenmerk van de gedichten van Ted van Lieshout, is dat ze herkenbaar overkomen. Ze handelen over dagelijkse dingen, maar hij weet ze door zijn schrijfstijl een speciale toets te geven. In het gedicht "Moeders" bijvoorbeeld, staat in de zevende versregel dat de ik-persoon zijn moeder 'voorbij elleboogt'. Op poëtische wijze zegt Van Lieshout hier dat het kind in tegenstelling tot zijn moeder vooruit wil gaan en niet wil blijven stilstaan bij de tijd.
Typerend is tevens de melancholie. In zijn gedichten kijkt hij vaak terug naar vervlogen tijden. Deze jeugdherinneringen zijn herkenbaar voor zijn lezers. Iedereen kan zich wel een moment voor de geest halen zoals in het gedicht “Zomer”: een mooie dag aan zee als kleine jongen of meisje en zorgeloos genieten van de zon, de zee en het strand.
Ted van Lieshout put veel inspiratie uit zijn eigen leven en er is dan ook een autobiografisch karakter te vinden in zijn gedichten. In de meeste gedichten zijn enjambementen en versbrekingen terug te vinden. Zij zorgen ervoor dat het gedicht in één vloeiende lijn kan gelezen worden. Typerend zijn vooral de tekeningen die men bij de gedichten kan terugvinden. Zij geven letterlijk of symbolisch de inhoud van het gedicht weer.

## Bibliografie

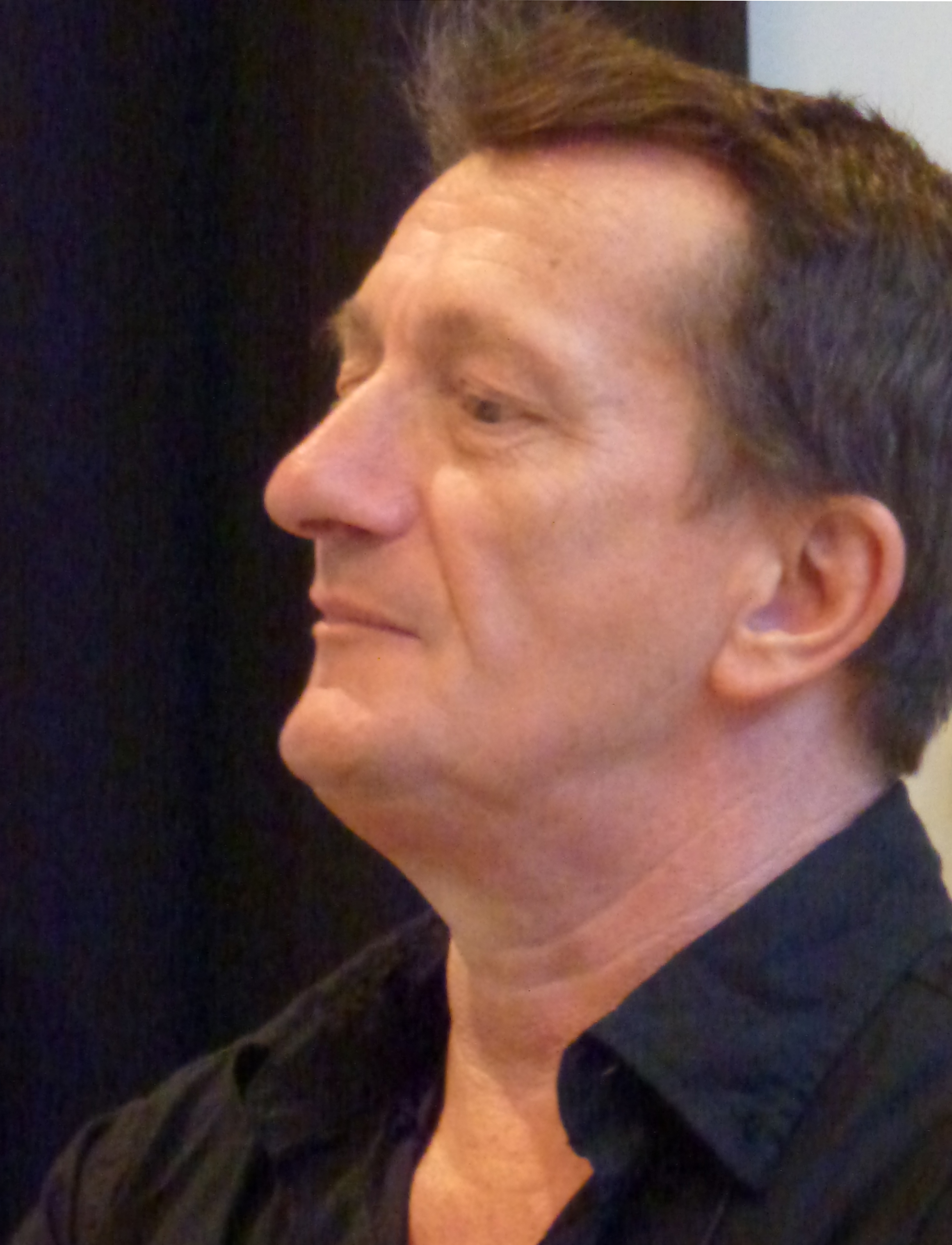
Ted van Lieshout in 2014

## Prijzen en nominaties
- 1987 - Vlag en Wimpel (tekst) voor Van verdriet kun je grappige hoedjes vouwen
- 1989 - Vlag en Wimpel (tekst) voor De allerliefste jongen van de hele wereld
- 1989 - Zilveren Griffel voor Och, ik elleboog me er wel doorheen
- 1989 - Charlotte Köhler Stipendium (voor oeuvre)
- 1991 - Zilveren Griffel voor Mijn botjes zijn bekleed met deftig vel
- 1991 - Vlag en Wimpel (tekst) voor Ik ben een held
- 1991 - Tip van de Nederlandse Kinderjury 6 t/m 9 jaar voor Ik ben een held
- 1994 - Vlag en Wimpel (tekst) voor Toen oma weg was
- 1995 - Gouden Griffel voor Begin een torentje van niks: gedichten en tekeningen
- 1997 - Zilveren Zoen voor Gebr.
- 1997 - Zilveren Griffel voor Mijn tuin, mijn tuin
- 1999 - Zilveren Zoen voor Stil leven: een tentoonstelling
- 1999 - Deutsche Jugendliteraturpreis (jeugdboek) voor Gebr.
- 2001 - Nienke van Hichtum-prijs voor Zeer kleine liefde
- 2003 - Nominatie Gouden Uil voor Papieren Museum 1
- 2006 - Zilveren Griffel voor Mama! Waar heb jij het geluk gelaten?
- 2007 - Nominatie Gouden Uil voor Van Ansjovis tot Zwijntje
- 2009 - Pluim van de maand voor Spin op sokken
- 2009 - Theo Thijssen-prijs (staatsprijs voor oeuvre)
- 2009 - Zilveren Griffel voor Spin op sokken
- 2010 - Zilveren Griffel voor Hou van mij
- 2010 - Vlag en Wimpel (samenstelling) voor Ik wil een naam van chocola
- 2010 - Leesgoedprijs
- 2010 - Willem Wilminkprijs voor Onberispelijk (lied uit de theatervoorstelling: Ik en de koningin)
- 2012 - Woutertje Pieterse Prijs voor Driedelig paard
- 2012 - Zilveren Griffel voor Driedelig paard
- 2012 - Vlag en Wimpel (samenstelling) voor Vijf draken verslagen
- 2014 - Nominatie Hans Christian Andersen Award (shortlist internationale oeuvreprijs)
- 2014 - Nominatie de Gouden Poëziemedaille voor Wij zijn bijzonder, misschien zijn wij een wonder
- 2014 - Poëziester voor Joris Jan Bas uit: Wij zijn bijzonder, misschien zijn wij een wonder
- 2014 - Vlag en Wimpel voor Boer Boris in de sneeuw
- 2015 - Prentenboek van het Jaar  voor Boer Boris gaat naar zee
- 2016 - Nominatie Hans Christian Andersen Award (shortlist internationale oeuvreprijs)
- 2016 - Nominatie Woutertje Pieterse Prijs voor Rond vierkant vierkant rond
- 2016 - Nominatie Gouden Poëziemedaille voor Rond vierkant vierkant rond
- 2016 - Zilveren Griffel voor Rond vierkant vierkant rond
- 2018 - Nominatie Woutertje Pieterse Prijs voor Onder mijn matras de erwt
- 2018 - Sardes Pluim van de Maand voor Kerstmis met Boer Boris
- 2018 - Beste jeugdboek Zeeuwse boekenprijzen 2018 voor Boer Boris ei vakantie (Boer Boris gaat naar zee)
- 2019 - De Grote Poëzieprijs - 1e Prijs van de Jongerenjury voor Ze gaan er met je neus vandoor
- 2019 - De Boekensleutel voor Ze gaan er met je neus vandoor
- 2019 - Nominatie de Boekenleeuw voor Ze gaan er met je neus vandoor
- 2021 - Nominatie Woutertje Pieterse Prijs voor Wat is kunst?
- 2021 - Zilveren Griffel (Categorie Poëzie) voor De gemene moord op Muggemietje
- 2025 - Nominatie De Boon voor kinder- en jeugdliteratuur voor Ommouw me
- 2025 - Nominatie Woutertje Pieterse-prijs voor Ommouw me

## Bestseller 60
| Boeken met noteringen in de Nederlandse Bestseller 60 | Jaar van verschijnen | Datum van binnenkomst | Hoogste positie | Aantal weken | Opmerkingen                       |
| ----------------------------------------------------- | -------------------- | --------------------- | --------------- | ------------ | --------------------------------- |
| Koekjes!                                              | 2009                 | 14-10-2009            | 1(2wk)          | 4            | met tekeningen van Sieb Posthuma  |
| Mijn meneer                                           | 2012                 | 15-02-2012            | 29              | 2            |                                   |
| Boer Boris gaat naar zee + vingerpopje                | 2014                 | 14-01-2015            | 14              | 5            | in samenwerking met Philip Hopman |
| Boer Boris gaat naar zee                              | 2013                 | 14-01-2015            | 26              | 4            | in samenwerking met Philip Hopman |
| Boer Boris gaat naar zee + dvd                        | 2015                 | 28-01-2015            | 1(2wk)          | 6            | in samenwerking met Philip Hopman |
| Boer Boris en de grasmaaier                           | 2015                 | 14-10-2015            | 41              | 1            | in samenwerking met Philip Hopman |
| Boer Boris en de eieren                               | 2016                 | 09-03-2016            | 45              | 4            | in samenwerking met Philip Hopman |
| Boer Boris gaat naar oma                              | 2016                 | 14-09-2016            | 16              | 6            | in samenwerking met Philip Hopman |
| Boer Boris en de olifant                              | 2018                 | 01-08-2018            | 24              | 11           | in samenwerking met Philip Hopman |
| Boer Boris, hoe gaan we erheen?                       | 2019                 | 02-10-2019            | 14              | 3            | in samenwerking met Philip Hopman |
| Boer Boris. Een paard voor Sinterklaas                | 2019                 | 23-10-2019            | 7               | 17           | in samenwerking met Philip Hopman |
| Boer Boris heeft het heet                             | 2020                 | 10-06-2020            | 49              | 2            | in samenwerking met Philip Hopman |
| Boer Boris en de luchtballon                          | 2022                 | 23-03-2022            | 23              | 4            | in samenwerking met Philip Hopman |
| Kerstmis met Boer Boris                               | 2018                 | 14-12-2022            | 33              | 2            | in samenwerking met Philip Hopman |
| Boer Boris en de bietjes                              | 2023                 | 29-03-2023            | 24              | 5            | in samenwerking met Philip Hopman |
| Boer Boris en de sneeuwpop                            | 2023                 | 25-10-2023            | 42              | 1            | in samenwerking met Philip Hopman |
| Boer Boris en de dino                                 | 2024                 | 19-06-2024            | 27              | 11           | in samenwerking met Philip Hopman |
| Boer Boris, dans met mij!                             | 2025                 | 16-04-2025            | 30              | 3            | in samenwerking met Philip Hopman |

## Trivia
Van Van Lieshouts jeugdboek Gebr. zijn ongeveer tien theatervoorstellingen gemaakt, waaronder Broers van de Vlaamse muziek/theater-groep De eilandverkaveling en Gebr. van de Rotterdamse Schouwburg. De laatste bewerking was Bruder (2008) van de Duitse poppenspeler Christian Glötzner.
Koekjes! bereikte de eerste plaats in de CPNB Bestseller Top 60 in oktober 2009. Mijn meneer stond in 2012 eveneens in de top 60. Over de totstandkoming van dit boek maakte Arno Kranenborg in 2012 de documentaire Ik zal uw naam niet noemen.
Van de succesvolle reeks prentenboeken over Boer Boris die Ted van Lieshout samen met Philip Hopman maakt werden inmiddels meer dan 500.000 exemplaren verkocht.
Samen met illustrator Philip Hopman richtte Ted van Lieshout het Boer Boris Fonds op, dat aanmoedigingspremies toekent aan jonge/beginnende kinderboekenmakers.
In 2025 bracht Het Nationale Theater onder regie van Belle van Heerikhuizen een toneelstuk op basis van de boeken 'Schuldig kind' en 'Mijn meneer', dat van NRC, Trouw en de Volkskrant vijf sterren kreeg en werd uitgeroepen tot een van de beste producties van het jaar. 